# BMW V
BMW Vは1920年代にドイツのBMWが製造した水冷式V型12気筒航空機用エンジンである。
効率化のため2基のBMW IIIエンジンのクランクシャフトを流用している。出力は270 kW - 310 kW (360 hp - 420 hp)である。

## 仕様
- シリンダ内径: 150 mm (5.9 in)
- 行程: 180 mm (7.1 in)
- 排気量: 38.2 L (2,330 cu in)

## 搭載機
- アルバトロス L 73
- アルバトロス L 75